# أركمان
جماعة أركمان (بالأمازيغية الريفية: ⴰⵕⴽⵎⴰⵏ) هي جماعة قروية تقع في منطقة الريف، شمال المغرب بإقليم الناظور على خط الطول شرقا: 35◦7 وخط العرض شمالا 45◦2 بالطريق الساحلي الذي يربط مدينة الناظور بجماعة رأس الماء على بعد 25 كلم من مدينة الناظور وتحد: شمالا على البحر الأبيض المتوسط وشرقا على جماعة البركانيين وجنوبا على جماعة أولاد ستوت وغربا على جماعة بوعرك. قرية أركمان تعد مركز الجماعة.
وتمتد على مساحة 208.18 كلم2 ويبلغ عدد سكانها 18998 حسب إحصاء سنة 2004 موزعة على ثلاثة وعشرون دائرة ’انتخابية,.

## مونوغرافيا
- المحيط الجغرافي: تطل جماعة أركمان على البحر الأبيض المتوسط وبحيرة مارتشيكا، تضاريسها يغلب عليها طابع الانبساط وارتفاع القرية المركز على سطح البحر 0.5 متر.
- المناخ: مناخ المنطقة سبه صحراوي تتخلله رطوبة بحرية ويبلغ معدل الأمطار 203 مم سنويا. وتربتها طينية رملية.
- الموارد المائية: تتوفر جماعة أركمان على مياه جوفية مهمة، حيث نجد عددا لا بأس به من الآبار تغطي حاجيات السكان من هذه المادة.

ٍ* السكان: حسب إحصاء سنة 2014
- - مجموع سكان الجماعة: 18998 نسمة.
  - السكان الحضريون: 3773 نسمة
  - السكان القرويون: 15225 نسمة
  - عدد الأسر: 2461 أسرة
  - النمو الديموغرافي: 2.4%
  - السكان النشطون: 70%

## المواصلات
تخترق الطريق الساحلية الوطنية رقم 16 أركمان وهي الطريق الرئيسية الوحيدة التي تربط جماعة أركمان بمدينة الناظور، كما تضم جماعة أركمان مجموعة من الطرق الثانوية غير المصنفة والمسالك التي تربط مركز الجماعة بالدواوير المحيطة بها.

## البنية التحتية
- الكهرباء:

بالنسبة للكهرباء فالقطاع مسير من طرف المكتب الوطني للكهرباء فالتغطية لم تشمل بعد جميع سكان أركمان وتقدر ب 70% أما كبدانة فهي جد واسعة حتى الآن لا نملك إحصائيات رسمية أما أركمان المركز فكافة أحيائه الحضرية موصولة بشبكة الكهرباء (أركمان المركز، حي لعري الشيخ، حي تعاونية الفتح، أركمان الشاطئ، الشط والجزيرة).
في إطار البرنامج الوطني للكهربة الوطنية الشامل P.E.R.G تمت كهربة ثلثي دواوير الجماعة، كما تمت دراسة الثلث الباقي الذي سوف تتم كهربته فيما بعد.
- الماء الصالح للشرب:

المنابع الرئيسية للماء الصالح للشرب هي منابع جوفية مياهها صالحة للشرب، فعدد الأسر المستفيدة من هذه المنابع 1874 أسرة جميعها تقطن بالعالم القروي. إضافة إلى المنابع الجوفية فقد عرف أركمان المركز إنجاز مشروع جلب الماء الصالح للشرب انطلاقا من محطة المعالجة بسلوان على مسافة 21 كلم، كما عرفت الجماعة إنجاز خزان مائي سعته 600 م3 وشبكة للتوزيع يبلغ طولها 15081 متر. والجهاز المكلف بالتسيير هو المكتب الوطني للماء الصالح للشرب.
- التطهير:

حينما أحدثت تعاونية الفتح في الثمانينات كأولى تعاونيات على الصعيد الوطني تم تجهيزها بشكل غير صحي من البداية فشبكة مياه الصرف الصحي التي يبلغ طولها 5400 متر المنحصرة بهذه التعاونية لم تعد تشتغل كما يجب لانعدام الصيانة والمراقبة الدائمة حتى أصبحت جلها غير شغالة.
أما حي لعري الشيخ وأركمان المركز والشاطئ لا تتوفر على أي شبكة للصرف الصحي مما أجبر سكان هذه الأحياء على إنجاز حفر لصرف المياه المستعمل هذه المياه التي تبقى تحت المنازل فمجرد هزة أرضية جد خفيفة ستصبح كل المنازل في خبر كان.
- الطرق: الطريق الوطني الساحلي يربط بين الناظور وجماعة أركمان ويصلها أيضا برأس الماء، والطريق رقم 333 الذي يفك العزلة عن جميع المناطق الريفية والقروية تم تدشينه سنة 2004 إلى جانب الطريق الساحلية التي تخترق أركمان المركز لا تتوفر الجماعة على أي طريق رئيسية أخرى، مؤخرا تم إصلاح الطريق المؤدية إلى الشاطئ. وكذلك تم إنجاز الطريق القروية الرابطة بين أركمان وزايو عبر فيرما أوليمان والهدارة. كما أنها تتوفر على عدة مسالك تربط بين الدواوير والمناطق الجبلية وتسهل في عملية ولوجها.

## المؤسسات

### المؤسسات التعليمية
تحتوي على أربع مراكز لروض الأطفال تابعة للخواص، أما المدارس الابتدائية تقدر بـ 27 مدرسة ابتدائية موزعة على تراب الجماعة، وتتوفر الجماعة على إعدادية واحدة وشبه ثانوية داخل الإعدادية ممثلة في أربعة أقسام. بالإضافة إلى إعدادية بدوار لهدارة بدأت في تقديم خدماتها خلال الموسم الدراسي 2014-2015.
لا تتوفر الجماعة على أي مركز صحي أودار للولادة، إلا أنها تتوفر على 4 صيدليات.

## التقسيم الإداري
من بين القرى والدواوير المكونة لجماعة أركمان نجد:
1. الشط
2. اقبزان
3. ثايزيرث
4. الهدارة
5. أولاد الهادي لهدارة أولاد طالب
6. الحضارة
7. افوطثن
8. بويخباش
9. أولاد عزيزة
10. اقربوصن
11. أولاد حدو
12. احدوثن
13. بوغريب
14 أيلمام
15. الزاوية
16. أفليون
17. الفيرما أولمان
18. تمزوجين
19. بوطويل
ملاحظة: تم الاعتماد على مجهودات ذاتية وإحصائيات رسمية من طرف إدارة الجماعة وإدخال بعض التعديلات في انتظار إيجاد إحصائيات طبوغرافية ومنوغرافية وأنثروبولوجية على قبيلة كبدانة في القريب العاجل.
أما فيما يخص في جروف بحر أركمان الممتدة بين شاطئ أركمان إلى مدينة رأس الماء فهيا موشكة على الانهيار طول الأمد السنوي بتهديد سكانها لابتلاع البحر لأراضيهم الصالحة للزراعة والسكن....إلخ .